# Cultura de los castros sorianos
La cultura de los castros sorianos se desarrolló entre los siglos vi y iv a. C. en la meseta española, en un espacio geográfico aproximado al que ocupa en la actualidad (2008) el norte de la provincia de Soria.

## Descripción
Estos castros, en definición de Blas Taracena, son aldeas fortificadas naturalmente, situadas en elevadas cumbres entre 1100−1400 de altura, siempre respaldados por elevaciones de mayor altura; se adaptan a las superficies que ofrece el terreno; así, serán circulares, como los de Castilfrío de la Sierra, Valdeavellano o Ventosa de la Sierra; ovales, como el de Arévalo de la Sierra; triangular, el de Langosto; trapezoidales, el de Taniñe y el de Villar del Ala. Sus dimensiones oscilan entre los 1400 m² del Castillo de El Royo y los 18 000 m² del de Arévalo de la Sierra.

## Economía y supervivencia en los castros

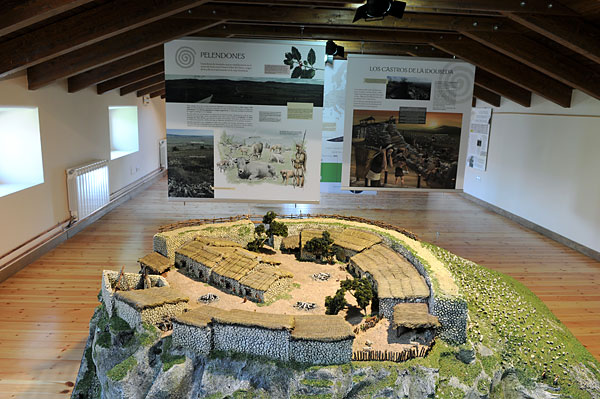
Maqueta de Castillejo de Castilfrío en Castilfrío de la Sierra.

Practicaban la agricultura en los terrenos más inmediatos, cultivando hortalizas, leguminosas y cereales (trigo y cebada), documentado en análisis de residuos de cerámicas y molinos. Elaboraban cerveza, documentado en Numancia e Hinojosa del Campo, donde se dan los datos más antiguos (siglo VI a. C.).
La ganadería fue una actividad destacada, principalmente ovino, caprino, vacas y caballos, con búsqueda de pastos de verano e invierno. 
La dieta sería especialmente vegetal, harinas y panes de bellotas o gachas, mezclando diversos cereales con la leche. Raramente comían carne, excepto de caza. Este régimen alimenticio creaba carencias de salud, con frecuentes enfermedades y estaturas bajas (1,60 metros).

## Cronología
Se desarrollan desde comienzos del siglo  VI hasta la segunda mitad del siglo  IV. Esta cronología fue propuesta por Taracena a partir de estudios de los elementos metálicos relacionados con las necrópolis denominadas entonces posthallstátticas y la existencia de niveles superiores, ya celtibéricos, en algunos castros como Fuensaúco y Arévalo de la Sierra, ha sido confirmada por las dataciones de carbono 14 de El Castillo de El Royo (Eiroa, 1980), con una fecha de 530 a. C. para el nivel más antiguo, y 320 a. C. para el más reciente, así como las aportadas por el castro del Zarranzano, 460 y 430 a. C., que indica quizás el tiempo de apogeo de esta cultura.

## Localización de los castros

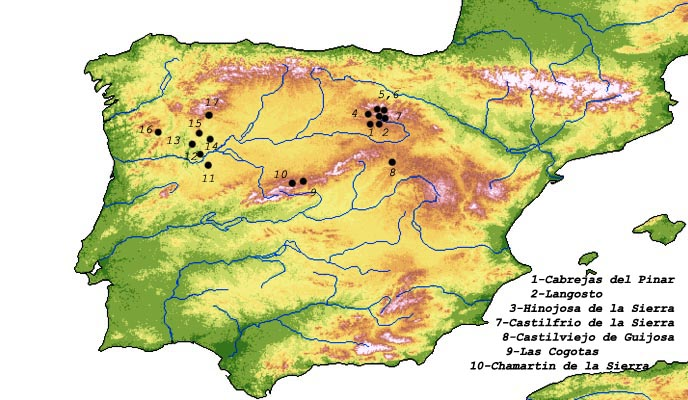
Localización de los castros con defensas chevaux de frise.

Cuando Taracena realizó el estudio de estos asentamientos dio a conocer catorce, localizados en Arévalo de la Sierra, Cabrejas, Castilfrío de la Sierra, Cubo de la Sierra, Cuevas de Soria, Fuensaúco, Gallinero, Garray, Hinojosa de la Sierra, Langosto, Molinos de Razón, El Royo, Taniñe, Valdeavellano de Tera, Ventosa de la Sierra, Villar del Ala. A éstos hay que sumar los dados a conocer posteriormente por otros investigadores, como los de Carbonera de Frentes, Pozalmuro, Omeñaca, El Espino y San Andrés de San Pedro, así como el Castillo de Soria, Santa María de las Hoyas, Vizmanos y Ólvega, algunos de ellos ya de época celtibérica.
Fernando Romero (1984) hizo una revisión en profundidad de la Cultura de los castros sorianos. Catalogó veintiocho castros, que tienen su origen en la etapa anterior al mundo celtibérico, a los que hay que añadir nuevos hallazgos, tanto en la zona norte como en la zona centro y sur de la provincia de Soria, aumentando su número hasta más de cuarenta, de los cuales unos treinta pertenecen a la zona norte.
Este tipo de asentamientos no es exclusivo de esta zona de Soria, también se da en otras partes de la Meseta y Noreste de España, aunque con rasgos diferentes de unas zonas a otras. Los castros de la zona occidental de la Meseta (Zamora, Salamanca, Ávila) son de mayores dimensiones.

## Pelendones
Desde Blas Taracena hasta el presente (2008), se identifica a los pelendones con el pueblo celtíbero principal que pobló los castros de la primera y segunda Edad del Hierro en las serranías soriano-riojanas, si bien en La Rioja no se ha encontrado castro alguno de este periodo (y sí, por el contrario de época visigótica) (1). 
Sin embargo, hoy resulta difícil pensar que este tipo de asentamientos fuesen la huella de los pelendones, ya que además de encontrarse también en territorio arévaco, distan varios siglos del momento en el que quedaron recogidos por las fuentes clásicas. Es por ello que hoy parece más correcto considerar esta cultura arqueológica dentro de ese proceso de configuración y gestación de la Cultura Celtibérica. 
(1): José Mª Tejado (2012). Castros altomedievales en el alto valle del Iregua (La Rioja): El caso del Castillo de Los Monjes. https://www.researchgate.net/publication/287935628_Castros_altomedievales_en_el_alto_valle_del_Iregua_La_Rioja_El_caso_de_El_Castillo_de_los_Monjes

## Listado de castros
(Relación incompleta)
- Arévalo de la Sierra
- Cabrejas
- Castilfrío de la Sierra
- Cubo de la Sierra
- Camparañón
- Cuevas de Soria
- Fuensaúco
- Gallinero
- Garray
- Hinojosa de la Sierra
- Langosto
- Molinos de Razón
- Nódalo
- El Royo
- Taniñe
- Valdeavellano de Tera
- Ventosa de la Sierra
- Villar del Ala
- Carbonera de Frentes
- Pozalmuro
- Omeñaca
- El Espino
- Soria
- San Andrés de San Pedro
- Santa María de las Hoyas
- San Leonardo de Yagüe
- Vizmanos
- Ólvega

| Predecesor: Cultura de los campos de urnas | Culturas de la península ibérica Edad del Hierro Siglo VI a. C. —siglo IV a. C. | Sucesor: Cultura celtibérica |